# کادیر آک‌بولوت
کادیر آک‌بولوت (انگلیسی: Kadir Akbulut؛ زادهٔ ۸ مهٔ ۱۹۶۸) بازیکن فوتبال اهل ترکیه است.
از باشگاه‌هایی که در آن بازی کرده‌است می‌توان به باشگاه فوتبال بشیکتاش اشاره کرد.
وی همچنین در تیم‌های ملی فوتبال ترکیه و زیر ۲۱ سال ترکیه بازی کرده‌است.